# Torre Castañer
La Torre Castañer es un palacete señorial de la ciudad de Barcelona, en España, situado en las proximidades de la plaza de la Bonanova. Con entrada por el paseo de San Gervasio y equilibrada fachada, ha conservado sus interiores de aspecto romántico. En el entorno de la finca se levanta un gran ejemplar de cedro y la construcción preside un barranco en fuerte desnivel y con frondosa vegetación, cruzado por un pintoresco puente. El edificio se rodea de una terraza con balaustradas y escaleras, a la que se abren las piezas más señoriales de la planta baja.
La finca, propiedad de la familia Güell, no llegó a ser abandonada a pesar de diversas vicisitudes históricas. En ella se alojaron personajes como los reyes de España, y el poeta Antonio Machado durante los meses finales de la Guerra Civil.

## Historia
La torre Castanyer toma este nombre al ser adquirida por Joaquín Castañer, casado con María Consuelo Moragas. En 1888 fue propiedad de sus herederos Joaquín Jover (marqués de Gelida) y Consuelo Vidal Moragas. Pasó luego a manos de Eusebio Güell López y María Consuelo Jover Vidal, marquesa de Moragas. El propietario en el inicio del siglo xxi es Juan Güell de Sentmenat.

### Machado en la Torre Castañer
Durante la guerra civil española y ante el peligro de que Valencia quedase aislada, Antonio Machado y su familia republicana dejaron Villa Amparo y se trasladaron a Barcelona, donde tras un hospedaje provisional en el Hotel Majestic, ocuparon la finca de Torre Castañer, confiscada por la Generalidad de Cataluña. Los biógrafos del poeta sevillano, citando documentalmente al propio Machado, relatan que el lujo del lugar contrastaba con las miserias de la guerra, al no haber carbón para las estufas, ni tabaco (imprescindible para Machado), ni apenas alimentos. Allí permanecieron desde finales de mayo de 1938 hasta los primeros días del siguiente año.